# Matrículas automovilísticas de Grecia

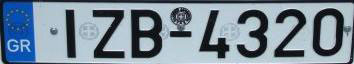
Matrícula griega (2004-presente)

Las matrículas automovilísticas griegas usan las letras A, B, E, Z, H, I, K, M, N, O, P, T, Y y X, que son las letras comunes en el alfabeto griego y latino.
La matrícula consta de tres letras y cuatro números y tiene el formato XXX-0000. En las motocicletas, la matrícula consta de tres letras y de uno a tres números. Las dos primeras letras se refieren a la prefectura donde se emitió la matrícula o pueden indicar una categoría especial de vehículos. 
Las matrículas son blancas con letras negras. Para algunas categorías especiales, se emiten matrículas con un color diferente. Las matrículas recientes de tipo europeo, emitidas desde el año 2004 en adelante, tienen una banda azul a la izquierda con la bandera europea y el código internacional para automóviles de Grecia (GR). En cada matrícula hay un sello del Estado en relieve con el escudo de armas y la indicación REPÚBLICA HELÉNICA STC. En su superficie también se coloca, como marca de seguridad, el escudo de Grecia en el medio de la matrícula, ya sea repetido cada cien milímetros en el eje horizontal, o bien una vez entre la banda azul de la izquierda y la primera letra de la combinación. 

## Matrículas desde 1982 hasta hoy

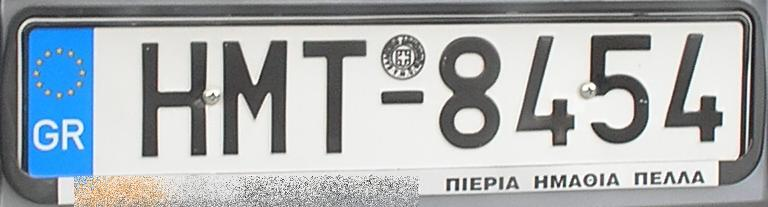
Matrícula griega (2004-presente)

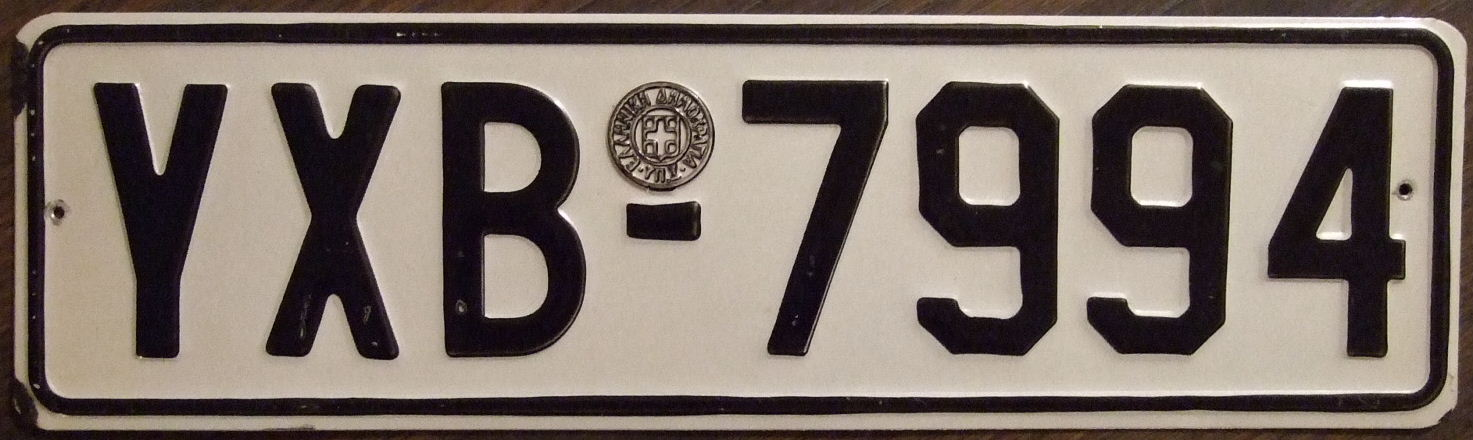
Matrícula griega (1982-2004)

Los siguientes directorios contienen todos los grupos de combinaciones de matrículas siguiendo el sistema XX-0000, donde X es un carácter (letra) de A, B, E, Z, H, I, K, M, N, O, P, T, Y y X, y 0 uno de los dígitos del 0 al 9. Solo los 2 primeros caracteres se mencionan en las listas, excepto en casos especiales en los que ciertas combinaciones están disponibles en áreas distintas de la serie regular o para categorías específicas de vehículos, como los automóviles importados con aranceles aduaneros reducidos o libres de aranceles, Camiones de Transporte Nacional (placas rojas) y vehículos de servicios gubernamentales, organismos de gobierno local, etc. (placas naranjas).
En cada grupo de combinaciones la tercera letra sigue el orden alfabético A, B, E, Z, H, I, K, M, N, O, P, T, Y, X, aunque se menciona de manera diferente. Este último se produce sólo en el primer grupo de combinaciones previstas para todas las prefecturas (excepto Ática y Tesalónica), donde algunas combinaciones, las llamadas "combinaciones temporalmente excluidas", se excluyen inicialmente del orden de impresión y emisión de matrículas. En Ática tienen Y, I, Z, donde Y corresponde al área de Atenas, I a Ática Occidental y Z a Ática Oriental y Pireo. En Tesalónica tienen la N. Estas combinaciones son definitivamente las que tienen una tercera letra I (excepto Acaya), O o Y, las que tienen una tercera letra igual que la segunda letra de la combinación (excepto Acaya), mientras que en algunas prefecturas, principalmente aquellas con un número reducido de clasificaciones y por tanto evolución lenta de las combinaciones, algunas están excluidas. 

### Clasificación por prefectura
A cada prefectura le corresponden las siguientes iniciales:
- Atenas: ΥΑ, ΥΒ, ΥΕ, ΥΖ, ΥΗ, ΖΖ, ΖΗ, ΖΚ, ΖΜ, ΖΕ, ΖΙ, ΖΟ, ΙΒ, ΙΕ, ΙΖ, ΙΗ, ΙΚ, ΙΜ, ΙΟ, ΙΡ, ΙΤ, ΙΥ, ΧΕ, ΧΖ, ΧΗ, ΧΡ, ΧΤ, ΧΥ, ΧΧ, ΗΒ, ΟΑ, ΟΒ, ΟΕ, ΟΖ, ΟΗ, ΟΙ, ΟΚ, ΟΜ, ΟΝ, ΟΟ, ΟΤ, ΟΥ, ΟΧ, ΧΜ
- El Pireo: ΥΙ, ΥΚ, ΥΜ, ΥΝ, ΖΝ, ΖΡ, ΒΕ, ΒΖ, ΒΗ, ΒΧ, ΤΖ
- Ática Occidental (Eleusis): ΥΟ, ΥΡ, ΥΤ, ΖΤ, ΒΝ, ΒΡ
- Ática Oriental (Pallini): ΥΥ, ΥΧ, ΖΥ, ΖΧ, ΒΚ, ΒΜ
- Etolia-Acarnania (Mesolongi): ME
- Etolia-Acarnania (Agrinio): AI, TH
- Argolida (Nauplia): AP, TM
- Arcadia (Trípoli): TP
- Arta: AT
- Acaya (Patras): ΑΧ, ΑΖ, ΑΟ, ΑΑ, ΑΥ
- Beocia (Lebadea): ΒΙ, ΒΥ
- Grevená: PN
- Drama: PM, TO
- Dodecaneso (Rodas): ΡΟ, ΡΚ, ΡΥ, ΡΧ
- Dodecaneso (Cos): KX, EA
- Hebros (Alejandrópolis): ΕΒ, ΜΧ
- Hebros (Orestiada): OP
- Eubea (Calcis): XA, EH, EI
- Euritania (Karpenisi): KH
- Zacinto: ZA, ZB
- Élide (Pirgos): HA, HE
- Emacia (Berea): ΗΜ, ΗΧ
- Heraclión: HP, HK, HZ, HH, HI, HT
- Tesprotia (Igumenitsa): HN
- Tesalónica: SE, NB, NE, NZ, NH, NI, NK, NM, NN, NO, NP, NT, NY, NX
- Ioánina: IN, II
- Kavala: KB, AB
- Karditsa: KA, MK
- Kastoriá: KT
- Corfú: ΚΥ, ΕΤ, ΤΒ, ΤΕ, ΚΗ
- Cefalonia (Argostoli): KE
- Kilkís: KI, EX
- Kozani: KZ, MN
- Corinto: KP, PB
- Cícladas (Ermúpoli): EM, EZ, EN, EO

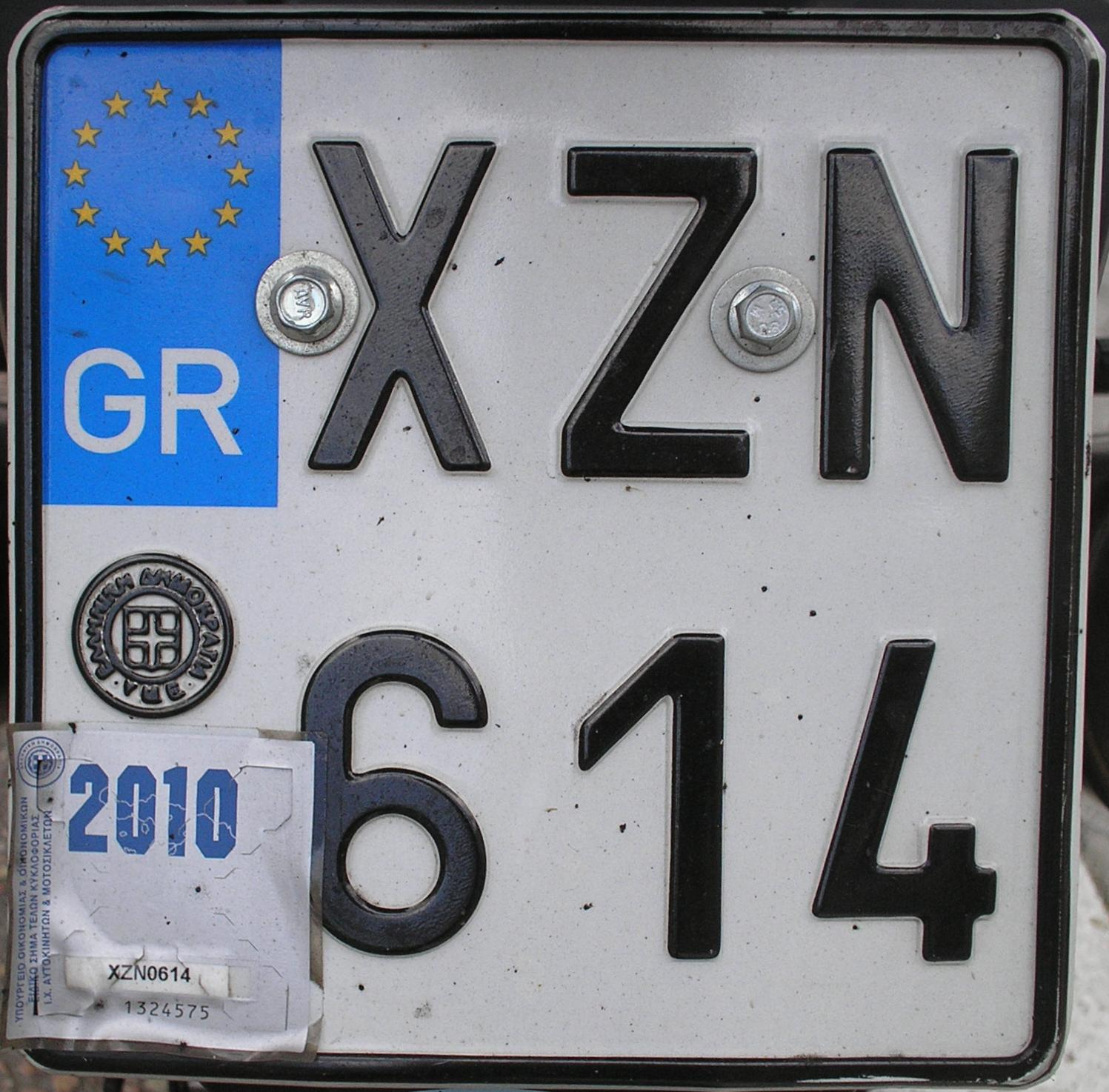
Matrícula de motocicleta

- Laconia (Esparta): AK, MP
- Larisa: PI, PP, PT
- Lasithi (Agios Nikolaos): AN, AE
- Lesbos (Mitilene): MY, MT
- Lesbos (Myrina de Lemnos): MH
- Léucade: EY
- Magnesia (Volos): ΒΟ, ΒΒ, ΒΑ, ΒΤ
- Mesenia (Kalamata): KM, MZ
- Xanthi: AH, HO
- Pella (Édessa): EE, MM
- Piería (Katerini): KN, TI
- Préveza: PZ, TX
- Rétino: PE, PH
- Ródope (Komotiní): KO, KK, TT
- Samos: MO, MB
- Serres: EP, IX
- Tríkala: TK, TN
- Ftiótide (Lamía): MI, HY
- Flórina: PA
- Fócida (Ámfisa): AM
- Calcídica (Polígiros): ΧΚ, ΜΑ
- La Canea: ΧΝ, ΧΒ, ΤΥ
- Quíos: XI, XO

### Matrículas de motocicletas
Estas matrículas siguen el sistema de numeración de los automóviles, pero tienen de uno a tres números y tienen el formato XXX-1, XXX-99, XXX-999 (donde X es un carácter) en letras blancas y negras. La tercera letra sigue el orden alfabético griego (A, B, E, Z, H, I, K, M, N, O, P, T, Y, X) y son válidas desde el 1 de enero de 1990. Antes de 2006 solo estaba el escudo de Grecia abajo a la izquierda. A partir de 2006 hay una banda azul con la bandera europea y el código de Grecia (GR) en la parte superior izquierda, así como el escudo de Grecia en la parte inferior izquierda.

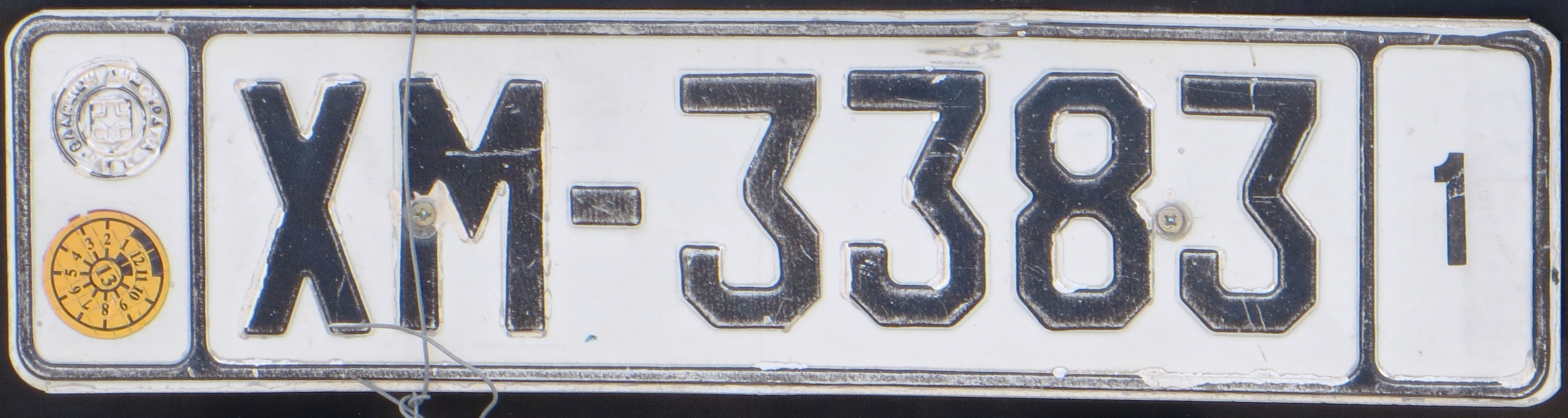
Matrícula griega (1972-1982)

## Matrículas de 1972 a 1982
Las matrículas emitidas durante este periodo tenían 2 caracteres y 4 dígitos.

## Categorías especiales de vehículos
Las vehículos que se consideran especiales tienen matrículas diferentes. Las primeras letras de la matrícula corresponden a la categoría de vehículo en cuestión.
- ΤΑ (taxi).
- ΚΗ (automóviles del gobierno).
- ΔΟΚ (matrícula de prueba).
- Π.Σ. (cuerpo de bomberos).
- Ε.Α. (Policía Nacional Griega).
- ΔΣ (Cuerpo Diplomático).
- Ρ (remolques).

Como excepción, la matrícula de los automóviles del ejército griego está compuesta solamente por números y una banda con el escudo de Grecia a la izquierda.

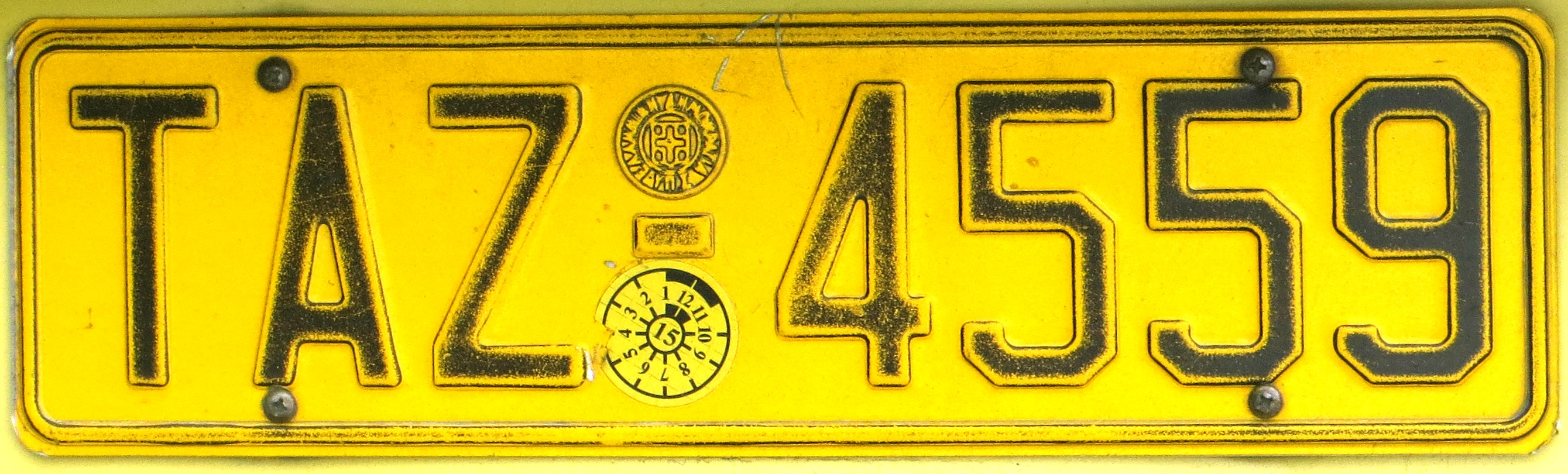
Matrícula de taxi
Matrícula de vehículo gubernamental
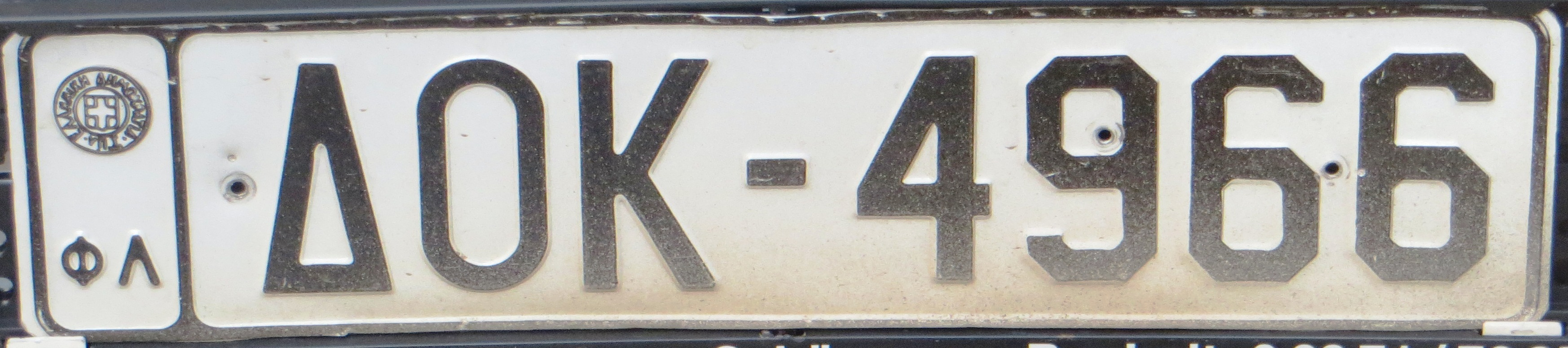
Placa provisional para camiones y autobuses (ΦΛ)
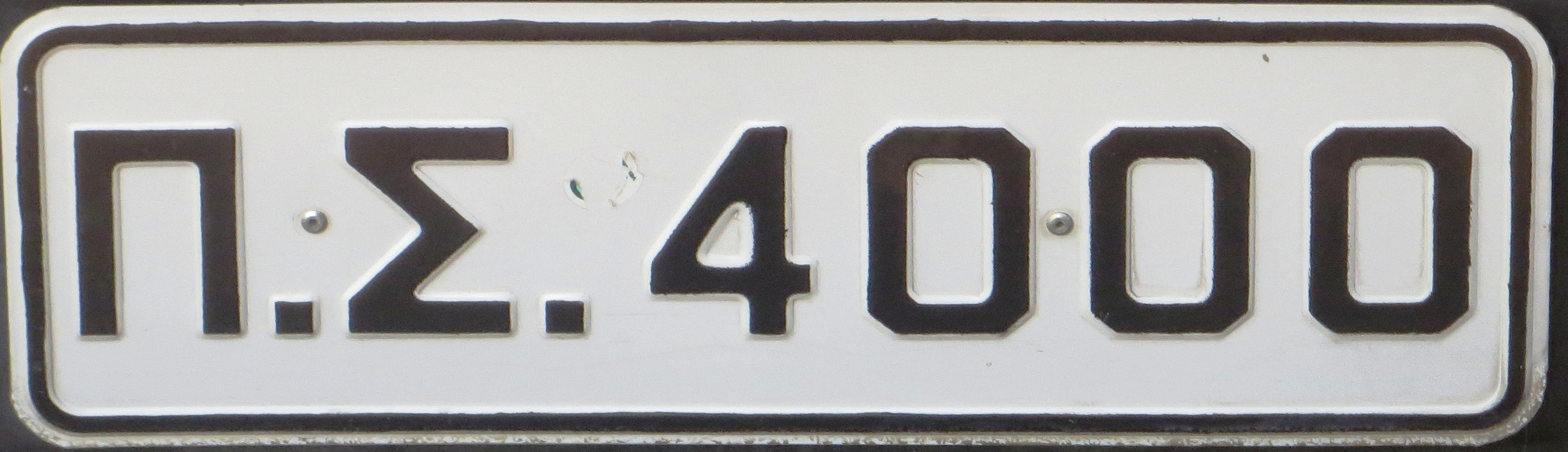
Cuerpo de bomberos
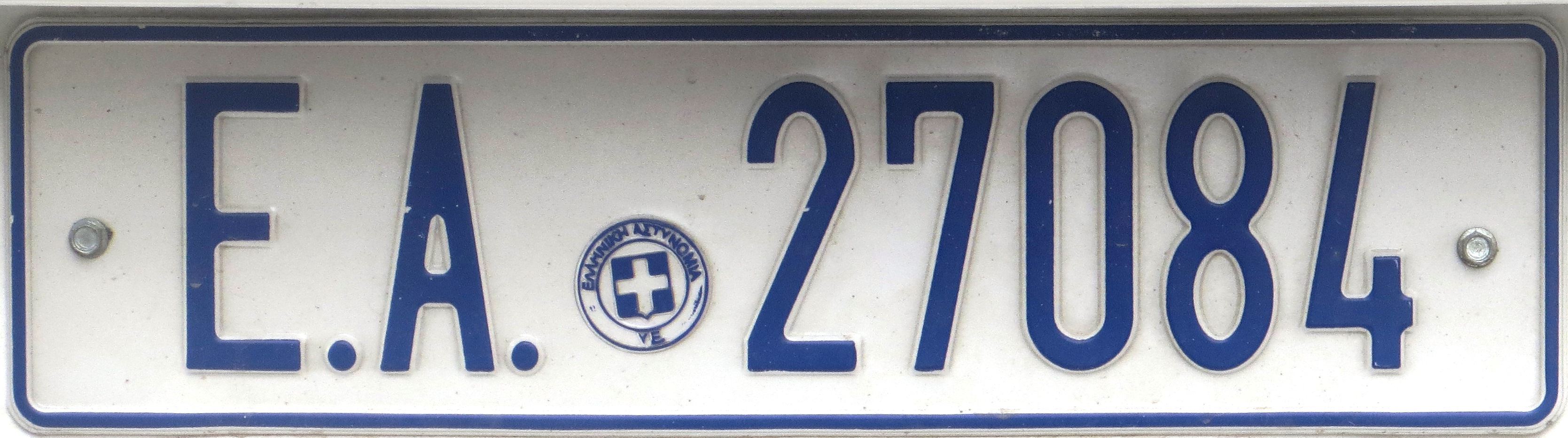
Matrícula de coche de policía
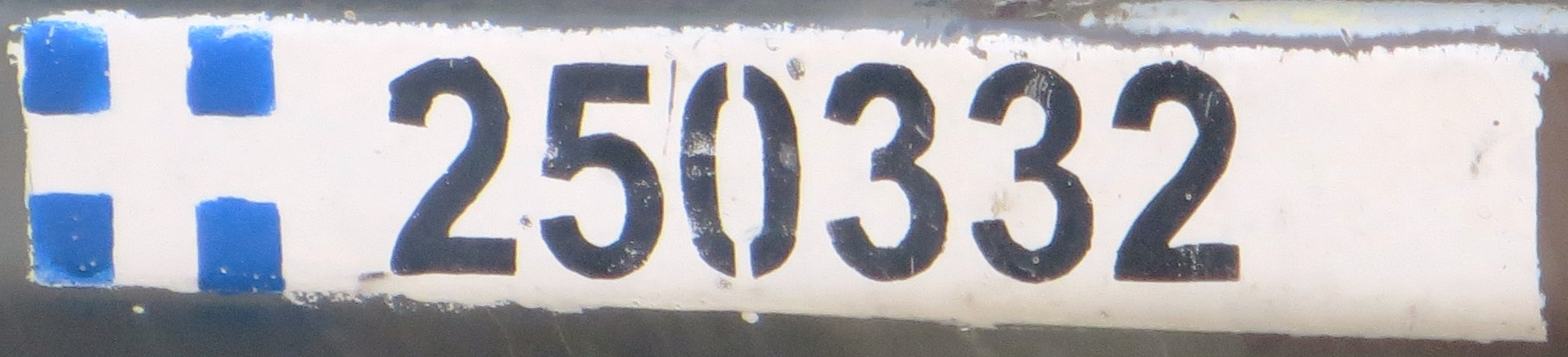
Matrícula del ejército griego
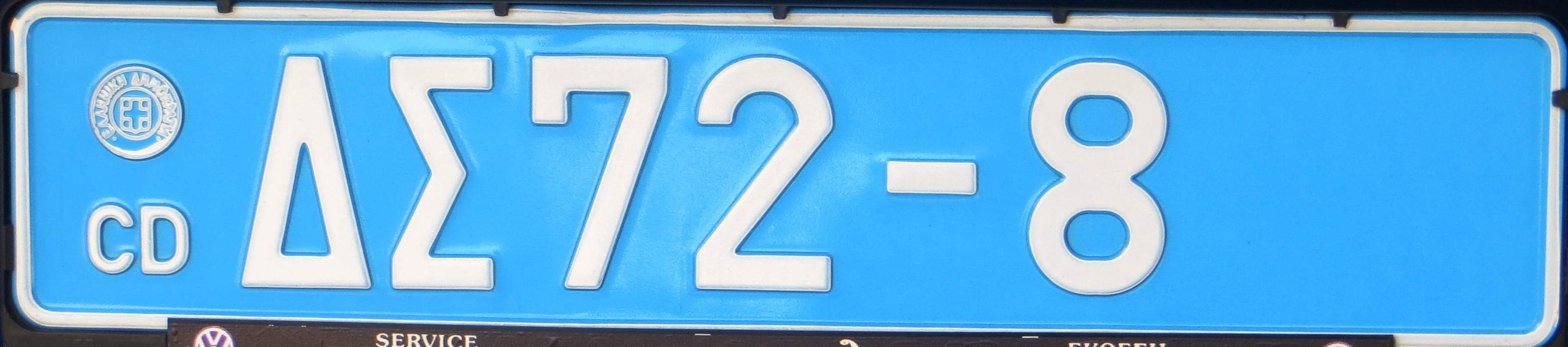
Matrícula de coche del Cuerpo Diplomático
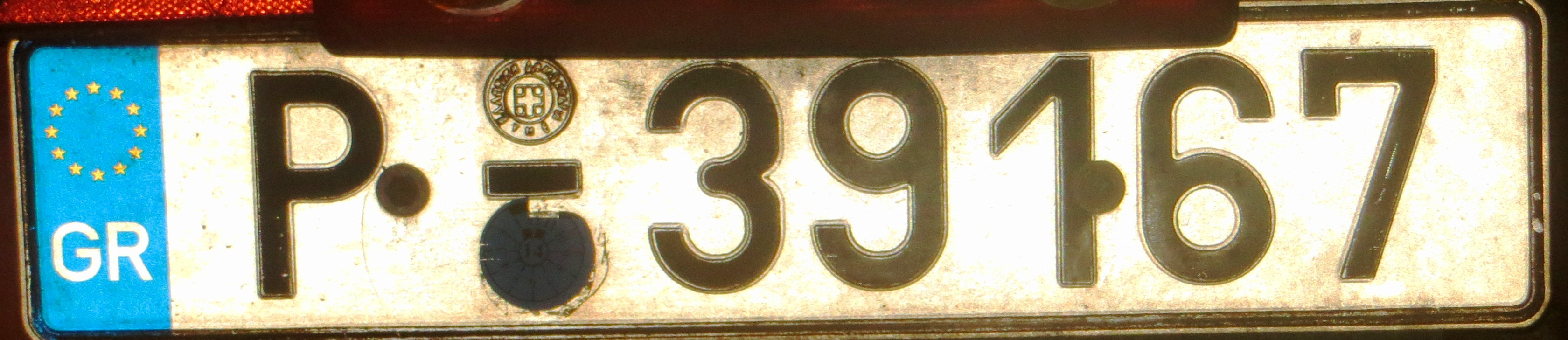
Matrícula para remolques